# Тариана
Тариана (Taliáseri, Tariano, Tariána, Tariáno, Tarîna) — язык аравакской семьи. Распространён в городах Жи-Понта, Иауарете, Перикитос, Санта-Роза (Жукира), вдоль реки Средняя Ваупес штата Амазонас в Бразилии, а также ниже города Папури департамента Ваупес в Колумбии.

## Лингвистическая характеристика

### Фонетика и фонология
В тариана 6 гласных, все из которых могут быть носовыми, за исключением [ɨ], и долгими, за исключением [ɨ] и [ɵ].

#### Гласные
|                | передние | передние | передние | средние | средние | задние  | задние | задние  |
|                | краткие  | долгие   | носовые  | краткие | носовые | краткие | долгие | носовые |
| -------------- | -------- | -------- | -------- | ------- | ------- | ------- | ------ | ------- |
| верхние        | i        | i:       | ĩ        | ɨ       |         | u       | u:     | ũ       |
| средне-верхние | e        | e:       | ẽ        | o [ɵ]   | õ [ɵ̃]   |         |        |         |
| нижние         |          |          |          |         |         | a       | a:     | ã       |

#### Согласные
В тариана есть 24 согласных, есть несколько необычных различий между зубной и палатально-альвеолярной артикуляцией.
|             |             | губные  | зубные  | альв.-палат. | палатальные | велярные | глоттальные |
| ----------- | ----------- | ------- | ------- | ------------ | ----------- | -------- | ----------- |
| взрывные    | глухие      | p       | t [t̺]   |              |             | k        |             |
| взрывные    | гл. придых. | ph [pʰ] | th [t̺ʰ] |              |             | kh [kʰ]  |             |
| взрывные    | звонкие     | b       | d [d̺]   |              |             | (g)      |             |
| взрывные    | зв. придых. |         | dh [d̺ʰ] |              |             |          |             |
| фрикативные | фрикативные |         |         | s [s̺]        |             |          | h           |
| аффрикаты   | аффрикаты   |         |         |              | tʃ [t͡ɕ]     |          |             |
| носовые     | простые     | m       | n [n̺]   |              | ñ [ɲ]       |          |             |
| носовые     | придых.     | mh [mʰ] | nh [n̺ʰ] |              | ñh [ɲʰ]     |          |             |
| одноударные | одноударные |         |         | r [ɾ̺]        |             |          |             |
| боковые     | боковые     |         |         | l [l̺]        |             |          |             |
| полугласные | прост.      | w       |         |              | y [j]       |          |             |
| полугласные | придых.     | wh [wʰ] |         |              |             |          |             |

Фонема /g/ возникает только в заимствованных словах из португальского языка (например, в именах Graciliano, Gabriel). Тенденци вставить гортанную смычку /ʔ/ после слова, которое заканчивается на /a/ была отмечена среди молодых носителей языка. Это явление приписывается к влиянию языка тукано.

#### Ударение
В тариана есть первичное и вторичное ударение. Тариана — язык, в котором есть музыкальное ударение, с ударными слогами указывается высоким тоном и большой интенсивностью произношения. Безударные слоги отличаются только неударными слогами в их интенсивности. Долгие гласные всегда ударные. Носовые гласные также как обычно ударные. В противном случае, основное ударение может падать или на третий от конца слог, на предпоследний, или на последний слог. Предпоследнее ударение в наиболее распространённых мономорфемных словах (dúpu «ящерица»), хотя третье от конца (képira «птица») и конечное ударение (yapuratú) также существуют. Все корни лежат в основе ударения. Префиксы безударны, в то время как суффиксы могут быть ударными и безударными. Суффиксы с основным ударением вызывает предпоследнее ударение, когда он присоединён к корню (máwi «кавычки» →mawípi «распылитель»).